# I clowns
I clowns is een fictieve documentaire uit 1975 van de Italiaanse regisseur Federico Fellini.

## Verhaal
Toen Federico Fellini in zijn jeugd voor het eerst clowns zag, was dat voor hem een angstaanjagende ervaring. Om zijn jeugdtrauma te verwerken maakte hij een gespeelde documentaire over clowns in een tijd dat hun voortbestaan werd bedreigd. Hij vroeg oudere clowns naar hun ervaringen en herinneringen.

## Rolverdeling
| Acteur           | Personage |
| ---------------- | --------- |
| Riccardo Billi   | Zichzelf  |
| Federico Fellini | Zichzelf  |
| Gigi Reder       | Zichzelf  |
| Tino Scotti      | Zichzelf  |
| Valentini        | Zichzelf  |
| Fanfulla         | Zichzelf  |
| Merli            | Zichzelf  |
| Carlo Rizzo      | Zichzelf  |
| Colombaioni      | Zichzelf  |
| Pistoni          | Zichzelf  |
| Martana          | Zichzelf  |
| Giacomo Furia    | Zichzelf  |
| Alvaro Vitali    | Zichzelf  |
| Dante Maggio     | Zichzelf  |
| Galliano Sbarra  | Zichzelf  |